# جزیره رینکه (دریای اختسک)
جزیره رینکه (انگلیسی: Reyneke Island) یک جزیره در سرزمین خاباروفسک کشور روسیه است.